# Masque Ekekek

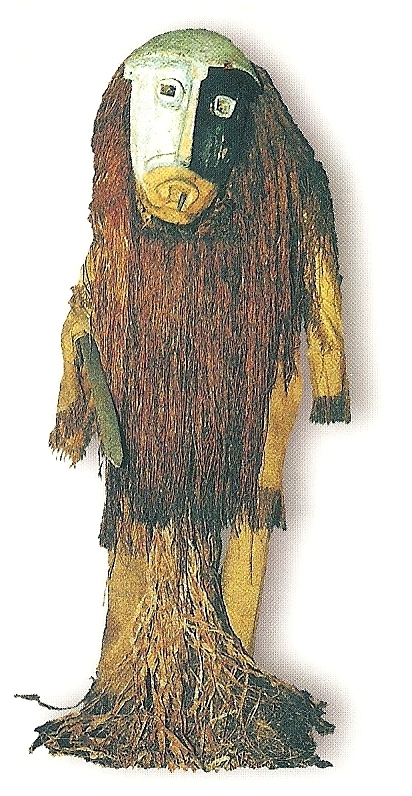
Masque Ekekek

Le masque Ekekek est un masque traditionnel gabonais originaire du groupe ethnique Fang dans la région du Woleu-Ntem (Gabon).

## Description
Le masque représenté ci-dessus est d'une hauteur de 48 cm pour une largeur de 27 cm et une profondeur de 23 cm. Il est blanc, rouge et noir.
Il est taillé dans du bois tendre et sa coiffe est faite de plumes et son costume de raphia tissé.

## Utilisation
Ce masque est porté pour la danse du même nom "Ekekek" dans le Woleu-Ntem. La danse "Ekekek" est une danse de divertissement qui a lieu de jour, dans la cour du village, pour effrayer les femmes et les enfants. Elle ne se produit qu'à cette fin. Elle est effectuée sur une musique d'instruments de percussion.
Un masque de même type apparaît dans la danse "Minkuk" de l'Estuaire, du Moyen-Ogooué et de l'Ogooué-Ivindo. Le danseur, un homme, imite un être effrayant évoluant avec un sabre en bois.